# 许且
許且（?—?），一說是許旦，籍貫、字號、生平均不詳。唐代狀元。
唐高宗永隆年間（680年）狀元及第，同榜還有劉知幾，徐松認為陳子昂亦在其中。同年齐州全节（今章丘）人员半千应岳牧科制举，在武成殿应对兵书天阵、地阵、人阵之说，博得高宗赞赏，对策擢为上策，成為中国第一位武状元。《唐才子傳》卷一有錄其人。